# 東京クヮルテット
東京クヮルテット（英語: Tokyo String Quartet）は、米国ニューヨークを拠点に活動していた弦楽四重奏団。幾度かのメンバー交替を経て活動していたが、2013年6月をもって活動を終了した。

## 概要
1969年にジュリアード音楽学校において結成された。創設メンバーは全員日本人で、桐朋学園大学の卒業生であり、斎藤秀雄の門下生であった。結成後まもなく、コールマン・コンクールやミュンヘン国際音楽コンクールなどで優勝し、ドイツ・グラモフォン・レーベルとの契約に至った。武満徹の『ア・ウェイ・ア・ローン』の世界初演も重要な業績である。
1981年に第1ヴァイオリンの原田が脱退し、団体は最大の危機を迎える。残ったメンバーは団体の継続を決定し、後任は日本人にこだわらないこととして、大学卒業間もないウンジャンを新たに迎えた。その後、BMGクラシックス（RCAビクター）に移籍。
録音数はアルバム40点にのぼり、数々の賞を獲得してきた。モントルー・ディスク大賞グランプリや、『ステレオ・レヴュー』誌ならびに『グラモフォン』誌における「室内楽部門年間最優秀賞」に輝き、グラミー賞にも7回ノミネートされている。
1994年の世界ツアー中、設立25周年を記念して、ベートーヴェンの弦楽四重奏曲の全曲演奏に挑んだ。『セサミ・ストリート』などアメリカ合衆国のテレビ番組にもたびたび出演している。2003年から92nd Street Yをニューヨークの演奏拠点とし、ベートーヴェンの弦楽四重奏曲全16曲とピアノ曲を組み合わせた演奏会シリーズを2008年より3年間の計画で行う。
メンバーは、クヮルテット・イン・レジデンスとして1976年よりイェール音楽院に出講した他、桐朋学園大学をはじめとする世界各地でマスタークラスを開催した。
1995年からは、日本音楽財団より無償貸与された、名匠アントニオ・ストラディヴァリによって製造された楽器のコレクション（通称パガニーニ・カルテット）を演奏に用いていた。
2013年6月をもって、44年に亘る活動を終え、解散した。

## 歴代メンバー
- 第1ヴァイオリン
  - 1969年-1981年 原田幸一郎 （創設メンバー）
  - 1981年-1995年 ピーター・ウンジャン
  - 1995年-1996年 アンドリュー・ドース（英語版）
  - 1996年-2002年 ミハイル・コペルマン（英語版）
  - 2002年-2013年 マーティン・ビーヴァー

- 第2ヴァイオリン
  - 1969年-1974年 名倉淑子（創設メンバー）
  - 1974年-2013年 池田菊衛

- ヴィオラ
  - 1969年-2013年 磯村和英（創設メンバー）

- チェロ
  - 1969年-2000年 原田禎夫（創設メンバー）
  - 2000年-2013年 クライヴ・グリーンスミス

2011年11月、創設以来のヴィオラ奏者である磯村和英と2代目第2ヴァイオリン奏者の池田菊衛が2013年6月をもって、東京クヮルテットから退団することが発表された。池田と磯村は退団後も各々で音楽活動を続ける予定で、磯村は「情熱と刺激に満ちた日々でした。数々の素晴らしい室内楽の名曲を永遠に演奏し続けられると思ってきましたが、つい最近になってそれはちょっと無理なんだと気がつきました。世界中を飛び回って演奏することがだんだん辛くなってきたのです」と、また池田は「37年に亘って支え続けて下さった仲間やお客様に心から感謝致します。室内楽は私の喜びであり、これからは演奏活動と後進の指導に残りの人生を捧げられたらと思っています」と語っている。新メンバーは2012年に発表される予定だったが、第1ヴァイオリン奏者のビーヴァー、チェロ奏者のグリーンスミスの熟考の結果、東京クヮルテットは2013年6月をもってその歴史を終えることになった。